# Podbukovje, Ivančna Gorica
Podbukovje este o localitate din comuna Ivančna Gorica, Slovenia, cu o populație de 104 locuitori.